# Herningsholm Å
Herningsholm Å er en 25-30 km lang å. Herningsholm Å er en del af Storåsystemet. Vandløbet hedder Herningsholm Å fra, hvor Hammerum Bæk løber i Hammerum Å på golfbanen bag Bilka i Herning, til Ørre (mellem Herning og Aulum) hvor den løber i Storåen. I dag får Herningsholm Å også store mængder vand fra Knudmosen, der ellers er en højmose, der har suget vandet op. Fra omkring 1880 begyndte man at grave grøfter for at dyrke græs i Knudmosen. Fra omkring 1920 blev Nordre og Søndre Kanal gravet i Knudmosen. De leder i dag overvejende overfladevand fra den gamle del af Herning By, Messecenter Herning og den sydlige del af Lind til Hammerum Å.
Herningsholm Å er i dag ledt uden om Gødstrup Sø.
|  | Denne artikel om lokaliteten Herningsholm Å kan blive bedre, hvis der indsættes et (bedre) billede. Du kan hjælpe ved at afsøge Wikimedia Commons for et passende billede eller lægge et op på Wikimedia Commons med en af de tilladte licenser og indsætte det i artiklen. |

56°14′27″N 8°52′49″Ø / 56.24088°N 8.88034°Ø